# 佐久海ノ口温泉
佐久海ノ口温泉（さくうみのくちおんせん）とは、長野県南佐久郡南牧村 (旧信濃国) にある温泉である。

## 概要
起源は江戸期に遡り、天明8年 (1788年) の請負証文に「湯沢の湯」として記述がある。現在の源泉は1931年に掘り広げたもの。
現在施設として営業しているのは「海ノ口温泉」の一軒宿「和泉館」のみであるが、周囲にはほかにも複数温泉や鉱泉があり、総称して「佐久海ノ口温泉」といわれることもある。

## 泉質

### 海ノ口温泉
- ナトリウム・マグネシウム－炭酸水素塩・塩化物泉（泉温35.3℃）

現在「和泉館」で使用されている温泉。古代、この周辺が海底だった頃の海藻類が地層となった名残で、鉄分やヨウ素などのミネラル成分が多くなっている。現在の源泉開削後、70℃ほどあった旧源泉は枯渇している模様である。
現在の泉温は35℃だが、開湯時には43℃ほどあったという。駅前にある温泉街の奥まったところに「湯沢館」もあったが、2005年ごろに閉業している。

### ウソ沢温泉
- メタケイ酸による規定泉（泉温17.6℃）[7]

海ノ口1302、海ノ口温泉から1.8㎞ほど南にある温泉。かつて「ホテル洛奥」という旅館が存在したが、遅くても2012年ごろまでに廃業した。

### 鹿の湯鉱泉
- ナトリウム-炭酸水素塩・塩化物冷鉱泉（泉温13.9℃）[9]

海ノ口1348、海ノ口温泉から1.4㎞ほど南にある鉱泉。かつて「鹿の湯旅館」が存在した。

## アクセス
- 小海線佐久海ノ口駅から徒歩5分。
- 中央自動車道長坂インターチェンジから車で30分。